# Dosso del Fiume Panaro

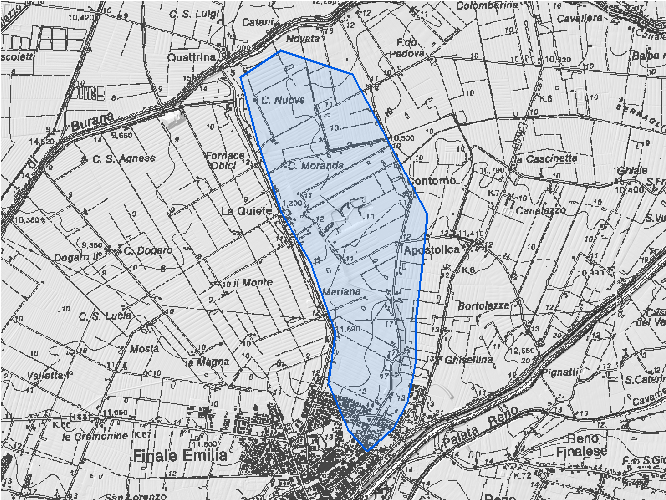
Perimetro e carta geologica del geosito del Dosso del Fiume Panaro

Il Dosso del Fiume Panaro, noto anche come Ramo della Lunga, è un geosito caratterizzato da un dosso fluviale situato a nord di Finale Emilia, in provincia di Modena.
Paleoalveo del Panaro, dal particolare risalto morfologico presso Finale Emilia, 5-6 m più alto rispetto alla pianura circostante, delimitando a est la Valle delle Partite, formato da sedimenti prevalentemente sabbiosi.

## Storia

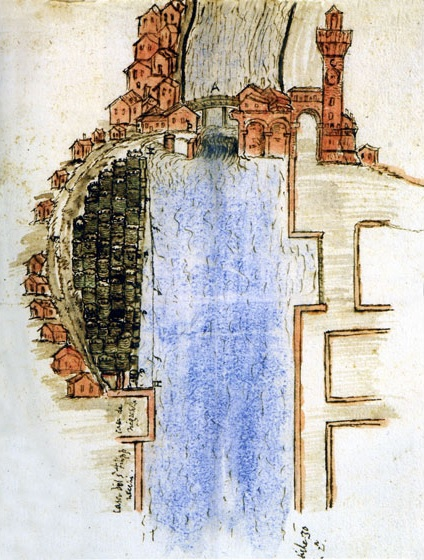
La rocca piccola di Finale e il bacino della chiusa, in un disegno del 1604.

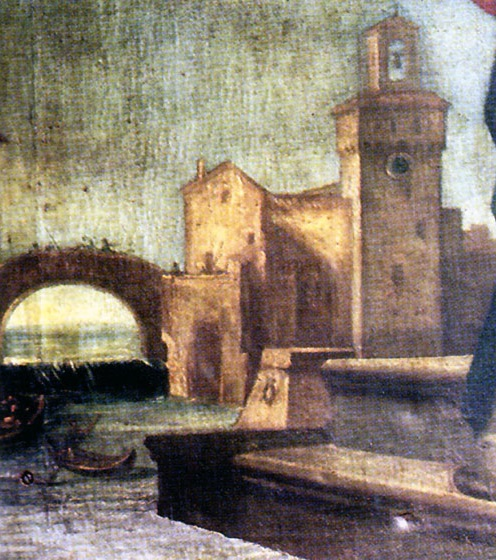
La Rocca Piccola in un dipinto di Antonio Consetti (XVIII secolo)

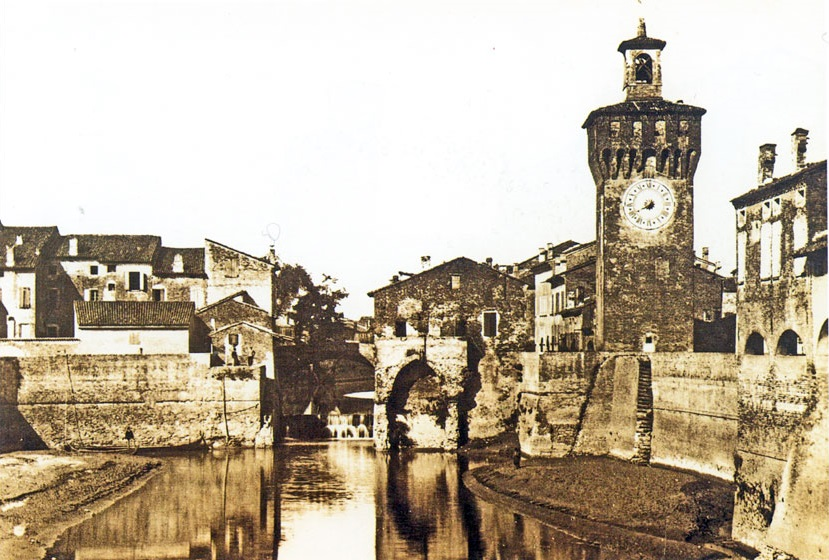
Bacino della chiusa e la torre dell'orologio di Finale Emilia prima dell'interramento del fiume Panaro

Alla metà del secolo XIX, il duca Francesco IV d'Este si trovò ad affrontare con urgenza un generale riordino della rete idraulica dello Stato Estense, reso necessario dalle numerose rotte non solo del Po, ma anche del Secchia e del Panaro, i quali, dal 1813 al 1844, per ben 12 volte erano fuoriusciti dalle arginature, provocando rovinose esondazioni. In particolare, era in gioco la sopravvivenza fisica di Finale Emilia, dove l'alveo cittadino del Panaro, noto come il "Ramo della Lunga", innalzava progressivamente il suo fondo: le arginature in muratura dei porticati delle case lungo il fiume non bastavano più e, ad ogni piena, era giocoforza alzarle con tavolati di legno e sacchetti di sabbia. I portici dell'odierna via Trieste a Finale Emilia, che fino agli ultimissimi anni del XIX secolo si affacciavano sul Ramo della Lunga, conservano ancora le originarie strutture "idriche": già in parte "accecati" per contenere le acque delle piene, durante i massimi colmi di queste, le luci dei portici erano totalmente chiuse con tavolati e sacchi di sabbia.
Nel 1847 fu chiamato a consulto l'ingegnere idraulico Elia Lombardini e si decise, tra le altre cose, di sopprimere il Ramo della Lunga, e inalveare il Panaro in un nuovo alveo parallelo al Cavamento, costruendo altresì un nuovo Naviglio che, partendo da Bomporto, passasse a nord di Finale e si congiungesse nel nuovo Panaro, poco a sud di Santa Bianca. In quell'epoca, poiché la navigazione rivestiva una notevole importanza economica, fu data la precedenza lavori del Naviglio di Modena, che furono però presto interrotti, cosicché i problemi di Finale furono demandati ai suoi abitanti, che continuarono a difendersi dalle acque con le tavole di legno e con i sacchi di sabbia.
Solo nell'ultimo decennio del XIX secolo si diede inizio a Finale ai lavori del nuovo alveo per il Panaro e il Ramo della Lunga scomparve alla fine del secolo (1898 circa): Finale perdette così, per sempre, non solo la sua economia mercantile (i ricchi commercianti investiranno successivamente nell'agricoltura i loro capitali), ma anche la sua fisionomia fluviale, di porto mercantile. Nel XX secolo, con la riscoperta della storia locale, è stata ipotizzata la riescavazione delle antiche conche e del canale cittadino.

## Descrizione
Si tratta di un paleoalveo del Panaro che si sviluppa tra Finale Emilia, Villa Via Rovere, Pilastrello, Scortichino, Santa Bianca di Bondeno, al limite sud est della Valle Le Partite. Il tratto tra Finale Emilia e Villa Via Rovere è rappresentato da un dosso fluviale con notevole risalto morfologico: a luoghi, è anche 5-6 metri più alto rispetto alla pianura circostante. In corrispondenza di quest'alto morfologico affiorano sedimenti a granulometria prevalentemente sabbiosa, che si distinguono dalla litologia limo argillosa dei terreni circostanti. Il paleoalveo corrisponde al cosiddetto Ramo della Lunga del Panaro, attivo sino alla fine del sec. XIX. Poco a sud dell'abitato di Finale Emilia, infatti, il fiume si sdoppiava in due alvei: quello del Ramo della Lunga, che attraversava il centro abitato, e che serviva per la navigazione, e quello del Cavamento, che lambiva ad est la cittadina medesima. I due rami si riunivano presso Santa Bianca di Bondeno. Tra Villa Via Rovere e Santa Bianca di Bondeno, il Ramo della Lunga corrisponde al Canale Diversivo e conserva gli antichi argini.
Il "dosso" tra Finale Emilia e Villa Via Rovere è da ritenere, in considerazione del suo risalto morfologico, chiara espressione della pensilità dei corsi d'acqua in pianura e quindi un oggetto d'esemplarità didattica con grado d'interesse regionale.